# Över-Bratteggtjärnen
Över-Bratteggtjärnen är en sjö i Bergs kommun i Härjedalen och ingår i Ljungans huvudavrinningsområde.